# Aegosoma flavipennis
Aegosoma flavipennis là một loài bọ cánh cứng trong họ Cerambycidae.